# Osamu Muramatsu
Osamu Muramatsu (jap. 村松 修, Muramatsu Osamu; * 1949) ist ein japanischer Astronom, der am Planetarium von Sibuya tätig ist.
Er ist ein profilierter Asteroidenentdecker und Mitentdecker des Kometen 147P/Kushida-Muramatsu.
Der Asteroid (5606) Muramatsu wurde am 28. Juli 1999 nach ihm benannt.